# John Tesh
John Tesh (ur. 9 lipca 1952 w Garden City) – amerykański kompozytor i prezenter radiowo-telewizyjny.

## Życiorys
John Tesh urodził się 9 lipca lub 7 września 1952 roku.
Studiował komunikację i muzykę na Uniwersytecie Stanu Karolina Północna. Po ukończeniu studiów pracował w lokalnych stacjach telewizyjnych. Był gospodarzem wielu narodowych konsorcjalnych programów radiowych.
Został sześciokrotnie uhonorowany nagrodą Emmy i czterema Złotymi Płytami. Otrzymał dwie nominacje do nagrody Grammy. Posiada swoją gwiazdę na Hollywoodzkiej Alei Gwiazd.